# Санчес, Дэвид (боксёр)
Дэвид Са́нчес Канту́ (исп. David Sánchez Cantú; 2 февраля 1992 — 19 мая 2017) — мексиканский профессиональный боксер во втором легчайшем весе, «временный» чемпион Всемирной боксерской ассоциации (WBA) с января 2014 по сентябрь 2015 года.
Д. Санчес выиграл титул Временного чемпиона WBA в супер наилегчайшем весе, победив Брейлона Терана из Тихуана , Нижняя Калифорния в Мексике 24 мая 2014 года.
Мексиканец провел 38 боев на профессиональном уровне, из которых выиграл в 31-м (23 — нокаутом), четыре раза проиграл и дважды бои завершались вничью.

## Смерть
Дэвид Санчес погиб в автокатастрофе 19 мая 2017 года вместе с 23-летним братом Джонатаном. Оба умерли, когда автомобиль, которым они ехали из Эрмосильо в родное деревне Побладо Мигель Алеман, столкнулся с трактором на окрестности Эрмосильо. Обстоятельство ДТП не уточняются.